# Тимощук, Игорь Викторович
И́горь Ви́кторович Тимощу́к (укр. Ігор Вікторович Тимощук; Гаразджа) — украинский военнослужащий, младший лейтенант, участник российско-украинской войны. Герой Украины (2023).

## Биография
Родился в селе Гаразджа Луцкого района Волынской области. До 2012 года проходил службу в Государственной пограничной службе Украины. С началом российского вторжения в Украину в 2022 году служит в 110-й отдельной механизированной бригаде ВСУ.
Во время обороны Авдеевки осуществлял планирование, руководство и непосредственное участие в штурмовых операциях. Под его командованием группы неоднократно уничтожали вражеские силы, брали в плен солдат противника и восстанавливали контроль над утрачеными позициями. Благодаря успешному восстановлению оборонительных рубежей, Игорь Тимощук предотвратил прорыв врага в Авдеевку, что обеспечило удержание важного стратегического направления.
В конце 2024 — начале 2025 года принимал участие в битве за Великую Новосёлку, исполняя обязанности командира роты.

## Награды
- Звание «Герой Украины» с удостоением ордена «Золотая Звезда» (29 декабря 2023) — за личное мужество и героизм, проявленные в защите государственного суверенитета и территориальной целостности Украины, верность военной присяге[1].
- Орден «За мужество» III степени (2023) — за личное мужество и самоотверженные действия, проявленные в защите государственного суверенитета и территориальной целостности Украины, верность военной присяге.